# Оулунсало
Оулунсало (фин. Oulunsalo, швед. Uleåsalo) — община в Финляндии, в провинции Северная Остроботния. Расположена к юго-западу от Оулу (около 10 км от города). Население составляет 9 615 человек; площадь — 211,12 км². Плотность населения — 115, 34 чел/км². Официальный язык — финский.
Община была основана в 1882 году.
В Оулунсало расположен аэропорт города Оулу.
Здесь родилась Саара Аалто - финская певица, представительница Финляндии на Евровидении-2018.

## Демография
На 31 января 2011 года в общине Оулунсало проживало 9615 человек: 4886 мужчин и 4729 женщин.
Финский язык является родным для 99,03 % жителей, шведский — для 0,07 %. Прочие языки являются родными для 0,85 % жителей общины.
Возрастной состав населения:
- до 14 лет — 28,34 %
- от 15 до 64 лет — 62,6 %
- от 65 лет — 8,89 %

Изменение численности населения по годам:
| Год  | Численность |
| ---- | ----------- |
| 1980 | 4555        |
| 1990 | 6538        |
| 2000 | 8196        |
| 2010 | 9599        |
| 2011 | 9615        |

## Галерея

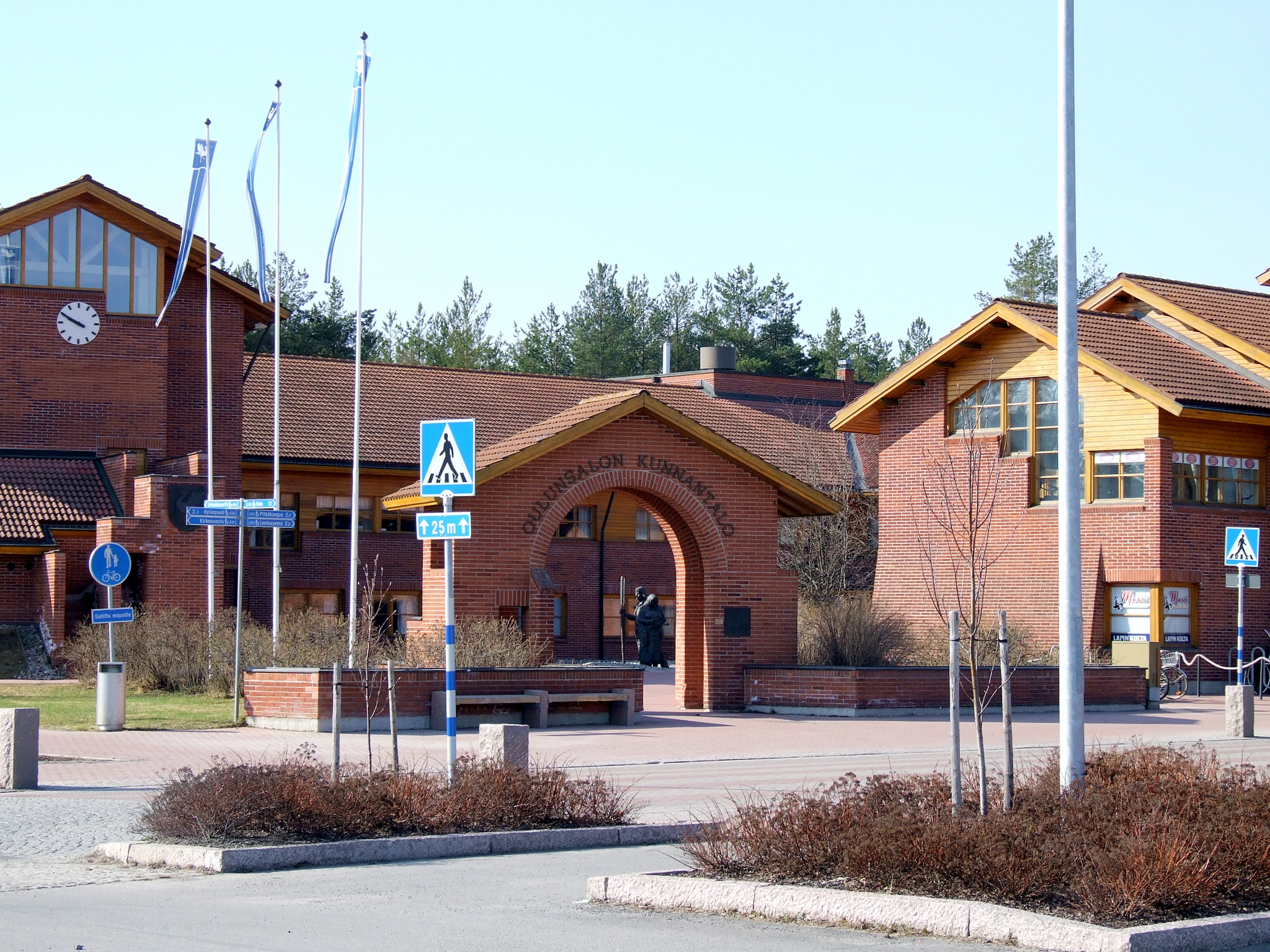
Центр общины